# Србија на Песми Евровизије 2015.
Одбројавање за Беч назив за такмичење путем којег је изабран представник Србије на Песми Евровизије 2015. Након годину дана паузе, Србија се враћа на такмичење за најбољу песму Европе.

## Припреме
Радио-телевизија Србије је 26. септембра 2014. потврдила повратак на такмичење за Песму Евровизије након годину дана паузе и објавила детаље избора. РТС се вратио моделу избора из 2010. и 2011, објавивши да ће Владимир Граић бити композитор песме која ће представљати Србију на овом такмичењу, као и да ће представник бити изабран путем националног финалног такмичења за који ће он написати три песме коју ће отпевати три различита извођача, а победник ће бити изабран СМС гласовима публике. Граић је заједно са Сашом Милошевићем Маретом написао песму која је 2007. победила на овом такмичењу, Молитва. Дана 27. октобар 2014. објављено је да ће од та три извођача, двоје њих бити афирмисани певачи које ће Граић позвати да учествују, а трећи ће бити неафирмисан певач који ће бити изабран путем аудиција.

## Избор неафирмисаног певача
Од 29. октобра до 10. новембра 2014, трајало је пријављивање за аудицију за избор за неафирмисаног певача.Сви заинтересовани за учешће су се пријављивали тако што су на мејл послали свој снимак извођења неке домаће поп и рок песме у трајању од минут.Одабрани кандидати су били позвани да учествују на аудицијама које су одржане у шест градова:
Београду, Новом Саду, Нишу, Крагујевцу, Ужицу и Зајечару.Преко аудиције се пријавило више од 200 заинтересованих кандидата.
Аудиције су биле одржане од 17. до 28. новембра 2014.
| Град       | Датум              | Место одржавања            |
| ---------- | ------------------ | -------------------------- |
| Ниш        | 17. новембар 2014. | Позориште лутака           |
| Зајечар    | 19. новембар 2014. | Позориште Зоран Радмиловић |
| Крагујевац | 21. новембар 2014. | Дом омладине Крагујевац    |
| Ужице      | 24. новембар 2014. | Градски Културни центар    |
| Нови Сад   | 26. новембар 2014. | СПЕНС амфитеатар           |
| Београд    | 28. новембар 2014. | Дечји културни центар      |

### Финале избора за неафирмисаног певача
Са тих аудиција биће изабрано 10 најбољих који ће учествовати на такмичењу за младог и неафирмисаног певача које ће бити одржано у недељу, 14. децембра у оквиру емисије Недељно поподне на РТС 1 са почетком од 17 часова.Тих 10 извођача ће отпевати по једну песму по свом избору уживо у пратњи бенда.Од њих 10, биће изабран један кандидат који ће учествовати на финалном избору у фебруару са још двоје афирмисаних певача.Такмичарa бира селекциона комисија у саставу: Владимир Граић, Леонтина Вукомановић, Драган Илић и Александар Кобац.
Од тих 10 извођача, наступали су 7 соло извођача и 3 дуета.На такмичењу је било отпевано по пет домаћих хитова из области Поп и Рок музике и пет светских хитова.Одлуку о победнику је доносио жири, а у победиле су Даница Крстић и Гордана Гога Станић.
| Редослед наступања | Извођач                               | Узраст  | Град(ови)       | Песма (оригинални извођач)                           | Резултат    |
| ------------------ | ------------------------------------- | ------- | --------------- | ---------------------------------------------------- | ----------- |
| 1                  | Милена Миливојевић                    | 22      | Ужице           | "She Will Be Loved" (Maroon 5)                       | Елиминисана |
| 2                  | Гордана Гога Станић                   | 26      | Београд         | "А и ти ме изневјери" (Бијело дугме)                 | Изабрана    |
| 3                  | Марија Лазић                          | 21      | Београд         | "Locked Out of Heaven" (Бруно Марс)                  | Елиминисана |
| 4                  | Драган и Жељко Сарић                  | 24 и 33 | Ариље и Београд | "Лагала нас мала" (Тоше Проески и Тони Цетински)     | Елиминисани |
| 5                  | Милица Дејановић                      | 30      | Ниш             | "When Love Takes Over" (Дејвид Гета са Кели Роуланд) | Елиминисана |
| 6                  | Ивана Миливојевић                     | 21      | Бор             | "Као да ме нема" (Вана)                              | Елиминисана |
| 7                  | Анастасија Кнежевић и Варја Топаловић | обе 16  | обе из Београда | "Stronger (What Doesn't Kill You)" (Кели Кларксон)   | Елиминисане |
| 8                  | Јелена Милошев                        | 23      | Нови Сад        | "Чувај моје срце" (Александра Радовић)               | Елиминисана |
| 9                  | Петар Бошковић и Немања Антонић       | 26 и 20 | Ниш и Београд   | "Uptown Funk" (Марк Ронсон са Бруно Марсом)          | Елиминисани |
| 10                 | Даница Крстић                         | 19      | Крагујевац      | "Бол до лудила" (Марија Шерифовић)                   | Изабрана    |

## Финално такмичење
Финално такмичење ће бити одржано 14. и 15. фебруара 2015. Од две изабране неафирмисане певачице које су ушле у ужи избор, 5. јануара је објављено да ће на избору учествовати Даница Крстић и званично је потврђено да ће афирмисан женски извођач који ће учествовати на избору бити Бојана Стаменов. 13. јануара је објављено да ће мушки афирмисан извођач који ће учествовати на избору бити Алекса Јелић. Они ће отпевати три различите песме које ће написати Граић, а одлуку о победнику ће доносити телевотинг гласови публике (50%) и жири (50%).
Прво вече, које ће бити одржано 14. фебруара ће бити ревијално вече. Водитељка ревијалне вечери ће бити Драгана Косјерина. Финалисти ће у ревијалној вечери отпевати популарне хитове домаће и стране музике и извући редне бројеве са којим ће наступати на другој, такмичарској вечери.
Друго вече, које ће бити одржано 15. фебруара ће бити такмичарско вече. На такмичарској вечери ће финалисти отпевати своје такмичарске композиције. У ревијалном делу ће наступити најпопуларнији певачи из земље и региона који ће певати највеће евровизијске хитове. Водитељка такмичарске вечери ће бити Маја Николић.

### Ревијално вече
На ревијалној вечери, финалисти су уживо у пратњи бенда певали по три песме, по две солистичке песме и једну заједничку песму. Као солисти су отпевали по једну домаћу и страну песму, углавном евровизијске хитове. Даница Крстић је певала победничку евровизијску песму из 2005. "My Number One" Елене Папаризу и победничку песму са Беовизије 2005. "Јутро" Јелене Томашевић. Алекса Јелић је певао песму која је представљала Србију 2012. на овом такмичењу "Није љубав ствар" Жељка Јоксимовића и победничку евровизијску песму из 2009. "Fairytale" Александера Рибака. Бојана Стаменов је отпевала песме "Бај, бај, бај" Бисере Велетанлић и "All About That Bass" Меган Трејнор. Пре него што су отпевали заједничку песму, представљени су делови такмичарских композиција финалиста у прилогу у ком је приказан процес стварања песама и извукли су редне бројеве са којима ће наступати на такмичарској вечери. На крају ревијалне вечери, сво троје финалиста су отпевали заједничку песму "Принцеза" Слађане Милошевић и Даде Топића.

### Такмичарско вече
Аутори песама су били Владимир Граић као композитор и Леонтина Вукомановић као текстописац. Победник је изабран по принципу жири 50% / телегласање 50%. Чланови жирија су били Иван Илић, Невена Божовић и Горан Станков.
У ревијалном делу, водитељка је причала са Граићем, Леонтином и директором Беотона Сашом Мирковићем о Евровизији, као и о Граићевом стваралаштву, са посебним освртом на песме које је радио за ово такмичење. Гости у музичком делу ревијалног дела су били: Моје 3, представнице Србије на овом такмичењу 2013. које су отпевале победничку евровизијску песму из 2007. Молитва, Андреа Демировић, црногорска представница на овом такмичењу 2009. која је певала песму коју је за њу написао Граић, "Одлазим" и група Бјути квинс, које су отпевале песму са којом су на Беовизији 2008. освојиле треће место, "Завет".
| # | Извођач         | Песма           | Жири | Телегласање | Телегласање | Укупно | Пласман |
| # | Извођач         | Песма           | Жири | Гласови     | Поени       | Укупно | Пласман |
| - | --------------- | --------------- | ---- | ----------- | ----------- | ------ | ------- |
| 1 | Алекса Јелић    | Води ме         | 2    | 4,363       | 1           | 3      | 2       |
| 2 | Даница Крстић   | Сузе за крај    | 1    | 8,039       | 2           | 3      | 3       |
| 3 | Бојана Стаменов | Цео свет је мој | 3    | 10,547      | 3           | 6      | 1       |

| # | Песма           | Н. Божовић | Г. Станков | И. Илић | Укупно | Поени |
| - | --------------- | ---------- | ---------- | ------- | ------ | ----- |
| 1 | Води ме         | 2          | 2          | 1       | 5      | 2     |
| 2 | Сузе за крај    | 1          | 1          | 2       | 4      | 1     |
| 3 | Цео свет је мој | 3          | 3          | 3       | 9      | 3     |